# 김병탁
김병탁(한국 한자: 金丙卓, 1970년 9월 18일 ~ )은 대한민국의 전 축구 선수이며, 포지션은 미드필더였다.